# Gerhard Rose (Kapitän)
Gerhard Rose (* 29. Oktober 1906; † 13. September 1978 in Wustrow (Fischland)) war ein deutscher Kapitän und Autor mehrerer Standardwerke der Schifffahrt.

## Leben

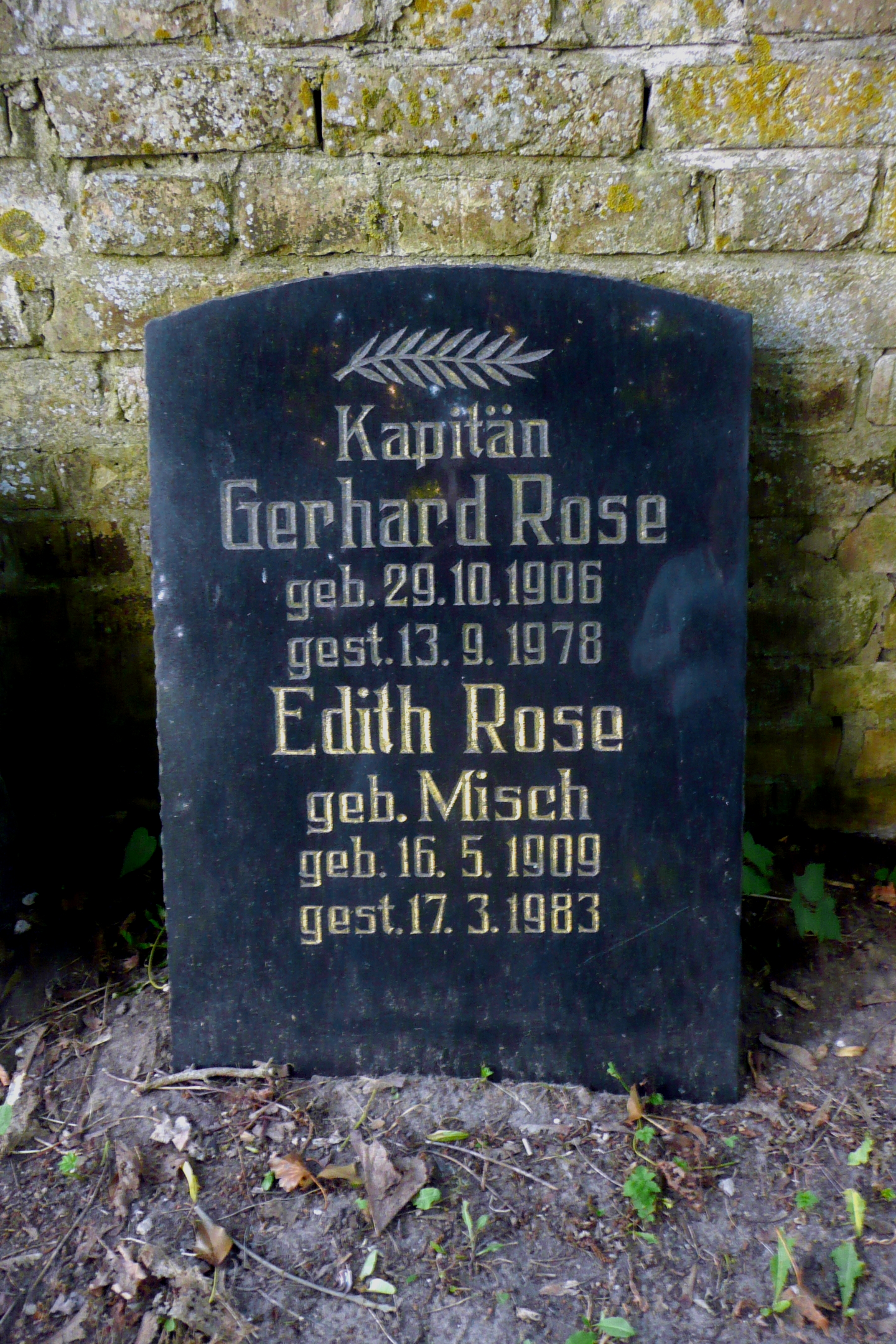
Grabstein der Roses

Rose arbeitete ab seinem 17. Lebensjahr auf einem Segelschiff und erwarb nach einem Besuch der Seefahrtschule Wustrow 1932 das Patent für die Große Fahrt. Mit dieser Ausbildung fuhr er als Nautischer Offizier und Kapitän auf verschiedenen Dampf- und Segelschiffen.
Nach der Heirat mit Edith Misch arbeitete er als ziviler Angestellter bei der Luftwaffe. Im Zuge der Neueröffnung der Seefahrtschule wechselte er wieder in seine ursprüngliche Branche und unterrichtete Nautik und Seemannschaft. Neben seiner Lehrtätigkeit schrieb er, zum Teil als Leiter eines Autorenkollektivs, mehrere Standardwerke, etwa das dreibändige Werk Seemannschaft.
Von 1964 bis 1970 fuhr er erneut als Kapitän für die Deutsche Seereederei Rostock zur See.
Sein Grab befindet sich auf dem Fischländer Friedhof in Wustrow.

## Werke
- Stabilität und Trimm von Seeschiffen. Fachbuchverlag Leipzig, Leipzig 1952.
- Stabilität und Trimm von Seeschiffen. Fachbuchverlag Leipzig, Leipzig 1958.
- mit Walter Homburg, Walter Steinfatt, Adolf Zinn: Nautische Aufgabensammlung. Fachbuchverlag Leipzig, Leipzig 1954.
- Seemannschaft Band 1. Transpress Verlag für Verkehrswesen, Berlin 1960.
- Seemannschaft Band 2 – Schiffsdienst und Schiffssicherheit. Transpress Verlag für Verkehrswesen, Berlin 1961.
- Seemannschaft Band 3 – Manöver und Ladungsdienst. Transpress Verlag für Verkehrswesen, Berlin 1963.
- Nautische Tafeln. Transpress Verlag für Verkehrswesen, Berlin 1976.